# 罗特斯勒环形山
罗特斯勒环形山(Wrottesley)是位于月球正面丰富海东南岸的一座大型撞击坑，约形成于晚雨海世代，其名称取英国天文学家约翰·罗茨利男爵(John Wrottesley，1798年-1867年)，1935年被国际天文联合会正式接受。

## 描述
该陨坑西北偏西毗邻毕奥陨坑、东北靠近霍顿陨石坑、培特威物斯环形山和斯内利厄斯环形山分别位于它的东南和南面，西北坐落着丰富海。罗特斯勒环形山的中心月面坐标为23°54′S 56°37′E / 23.9°S 56.62°E，直径58.4公里，深度4230米。
罗特斯勒环形山外观大体呈圆形，南侧略为外鼓。几乎已完全损毁。外侧壁边缘清晰，内侧坡带有阶地结构，并显示有坍塌的痕迹。陨坑东南与培特威物斯环形山相隔着一道狭窄的山谷。坑壁平均高出周边地形1180米，内部容积约有2700公里³。坑内中心坐落着一座高度为1400米的中央山脉，除此外，其他地区地表较为平坦。

## 卫星陨石坑
按惯例，最靠近罗特斯勒环形山的卫星坑在月图上以字母标注在该坑中心点的旁边。

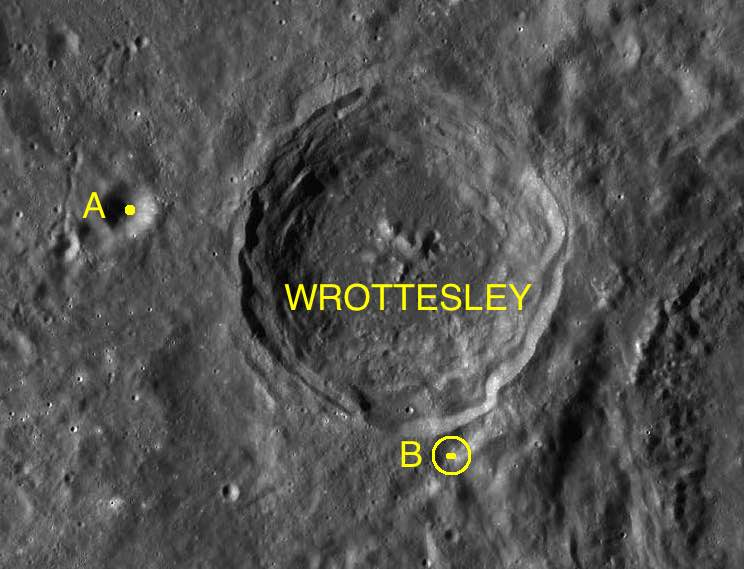
LAC-98 月面图

| 罗特斯勒 | 纬度    | 经度    | 直径    |
| -------- | ------- | ------- | ------- |
| A        | 23.5° S | 54.9° E | 10 公里 |
| B        | 24.8° S | 56.7° E | 10 公里 |